# Autostrada A2 (Marocco)
L'autostrada A2, chiamata anche l'autostrada delle città imperiali perché attraversa Meknès e Fès, è un'autostrada del Marocco. Il 25 luglio 2011 l'autostrada si allunga per 320 km con la costruzione del tratto che collega Fès a Oujda.

## Cronologia del percorso
- 1997: tratta Fès - Khemisset di 116 km
- 1999: tratta Khemisset - Rabat di 74 km
- 2011: tratta Fès - Oujda di 320 km

## Sezione Rabat-Fes
La lunghezza di questo sezione è di 190 km. L'autostrada parte da Fès e finisce praticamente a Sidi Allal el Bahraoui poi si trasforma in superstrada per 14 km fino all'intersecazione con l'autostrada A1.

## Sezione Fes-Oujda
I lavori sono cominciati nel gennaio 2007 e sono terminati nel luglio 2011. Questa autostrada di 320 km si compone di 3 tronconi principali:
- Fès - Taza di 112 km
- Taza - Taourirt di 108 km
- Taourirt - Oujda di 108 km

L'autostrada che collega Rabat a Fès è stata prolungata per arrivare fino a Oujda. La distanza tra queste due città è di 328 km. Essa costituisce, allo stesso tempo, l'ultima tappa del collegamento ovest-est e costituisce anche un tratto importante della transmaghrebina che comincia a Nouakchott, la capitale della Mauritania, e attraversa i paesi dell'Unione del Maghreb arabo per arrivare, infine, alla città di Tobruk in Libia.
Il costo di questo progetto è calcolato intorno ai 9.125 milioni di dirham. Questi costi non comprendono quelli per l'acquisto dei terreni.
- Il 6 aprile 2005 è stata siglata una convenzione tra ADM e il Fondo Hassan II per lo Sviluppo economico e sociale per la partecipazione di quest'ultimo al finanziamento dell'autostrada Fès - Oujda mediante una ricapitalizzazione di ADM dell'ammontare di 2.000 milioni di dirham.

## Tabella percorso
| A 2 Autoroute A2 Rabat - Fes - Oujda |                                                   |      |      |
| Tipo                                 | Indicazione                                       | ↓km↓ | ↑km↑ |
|                                      | Autostrada A1 A 1 Rabat-Salé - Strada nazionale 6 |      | +0   |
|                                      | Sidi Allal el Bahraoui                            |      | +16  |
|                                      | Casello autostrada Sidi Allal el Bahraoui         |      | +17  |
|                                      | Tiflet                                            |      | +43  |
|                                      | Stazione di servizio Khemisset                    |      | +68  |
|                                      | Khemisset                                         |      | +68  |
|                                      | Meknes Ovest                                      |      | +120 |
|                                      | Stazione di servizio Meknes                       |      | +124 |
|                                      | Meknes Est                                        |      | +128 |
|                                      | Casello autostrada Fès                            |      | +174 |
|                                      | Fes Ovest                                         |      | +174 |
|                                      | Fes Centro                                        |      | +182 |
|                                      | Fes Est                                           |      | +190 |
|                                      | Stazione di servizio Fes                          |      | +192 |
|                                      | Ras Tabouda                                       |      | +215 |
|                                      | Tahla                                             |      | +241 |
|                                      | Stazione di servizio                              |      | +266 |
|                                      | Oued Amlil                                        |      | +266 |
|                                      | Taza Ovest                                        |      | +288 |
|                                      | Taza Est                                          |      | +300 |
|                                      | Stazione di servizio                              |      | +320 |
|                                      | M'Soun                                            |      | +324 |
|                                      | Guercif                                           |      | +363 |
|                                      | Stazione di servizio                              |      | +377 |
|                                      | Taourirt Ovest                                    |      | +396 |
|                                      | Taourirt Est                                      |      | +404 |
|                                      | El Aioun Sidi Mellouk                             |      | +450 |
|                                      | Stazione di servizio                              |      | +454 |
|                                      | Casello autostrada Oujda                          |      | +496 |
|                                      | Oujda                                             |      | +496 |

## Tempo di tragitto in autostrada da Rabat
| Tragitto       | Durata |
| -------------- | ------ |
| Rabat - Meknès | 1h15   |
| Rabat - Fès    | 1h45   |
| Rabat - Taza   | 3h00   |
| Rabat - Oujda  | 4h30   |